# Christophe Reigt
Pas d'image ? Cliquez ici

a Compétitions nationales et continentales officielles uniquement.

Dernière mise à jour le 19 mai 2017.
Christophe Reigt, né le 6 novembre 1967, est un joueur et entraîneur français de rugby à XV. Il est actuellement manager des équipes de France de rugby à 7.

## Biographie
Christophe Reigt rejoint le CABBG lors de la saison 1989-1990 qui voit le club ne pas se qualifier en Du Manoir mais atteindre le huitièmes de finale du Championnat, battu par Montferrand.
En 1991, il est champion de France avec CA Bègles-Bordeaux. Il forme alors la charnière avec Bernard Laporte.
Il atteint aussi la finale du Du Manoir, où le club est battu par Narbonne.
Il rejoint ensuite le FC Lourdes avec qui il connaît une descente puis une remontée dans l'élite puis le Stade bordelais où  il retrouve des anciens coéquipiers béglais dont Bernard Laporte qui fait ses débuts comme entraîneur. Il joue avec le club girondin deux saisons dans l'élite avant que ce dernier ne soit relégué alors que l'élite est réduite de 32 à 20 clubs. 
En 1997, il rejoint le Stade français Paris, où il suit son entraîneur Bernard Laporte, et retrouve la première ligne composé de Serge Simon, Vincent Moscato et Philippe Gimbert. Remplaçant de Diego Domínguez, il dispute essentiellement le Challenge européen dont il termine co-meilleur réalisateur avec 108 points. Il remporte aussi un second titre de champion de France avec le club parisien.
De 2000 à 2004, il est directeur du centre de formation du CABBG. Il prend aussi le poste d'entraîneur du CABBG de février 2002 à 2004 en Top 16 au côté de Philippe Gimbert, puis en Pro D2 avec Frédéric Garcia.
En 2009-2010, il est entraîneur des avants de l'Avenir valencien au côté de Benjamin Bagate,.
De juillet 2011 à décembre 2012, Christophe Reigt est directeur technique national de rugby à 7 à la fédération roumaine.
En décembre 2016, à la suite de l'élection de Bernard Laporte et Serge Simon à la tête de la Fédération française de rugby, il est nommé manager des équipes de France de rugby à 7, succédant à Jean-Claude Skrela à ce poste. Il choisit deux managers-adjoints : Thierry Janeczek pour l'équipe de France masculine et François Duboisset pour l'équipe de France féminine.

## Carrière

### Entraîneur
| Saison      | Club               | Division   | Poste    | Classement                                                                       | Coupe d'Europe | Challenge européen            |
| ----------- | ------------------ | ---------- | -------- | -------------------------------------------------------------------------------- | -------------- | ----------------------------- |
| 2001 - 2002 | CA Bordeaux-Bègles | Top 16     | Arrières | 7e du Groupe 2, 4e de la phase de maintien                                       | -              | -                             |
| 2002 - 2003 | CA Bordeaux-Bègles | Top 16     | Arrières | 6e de la poule 1, 5e de la phase de maintien (relégation administrative du club) | -              | Éliminé en huitième-de-finale |
| 2003 - 2004 | CA Bordeaux-Bègles | Pro D2     | Arrières | 15e                                                                              | -              | -                             |
| 2009 - 2010 | Avenir valencien   | Fédérale 1 | Avants   | 2e de la Poule 5, 3e de la Poule 4 du Trophée Jean-Prat                          | -              | -                             |

## Palmarès

### Joueur
- Champion de France de première division :
  - Champion (2) : 1991 et 1998.
- Challenge Yves du Manoir :
  - Finaliste (1) : 1991

### Entraîneur
- Challenge de l'Espérance :
  - Vainqueur (1) : 2010